# Fantasie voor orkest (Halvorsen)
Johan Halvorsen componeerde zijn enige Fantasie voor orkest in 1917/1918. Hij voerde (volgens de beschikbare programmaboekjes) dat werk ook uit tijdens twee avondvullende concerten op 22 en 23 januari 1918. Op de lessenaars van het theaterorkest van het Nationaltheatret stonden tevens werken van:
- Frédéric Chopin: preludes en walsen (onbekend welke)
- Johan Backer-Lunde: een burleske
- Camille Saint-Saëns: Stervende zwaan
- Ambroise Thomas: ouverture Raymond
- Georges Bizet: een andante (onbekend welke)
- Halvorsen; Fantasie
- Jean Sibelius: Valse triste opus 44.

Nadat het werk gespeeld was, verdween het van de aardbodem. Er waren zelfs geen stukken van te vinden in de papieren nalatenschap van de componist. 